# قاعده تصادف
قاعده تصادف فیلمی به کارگردانی و نویسندگی بهنام بهزادی محصول سال ۱۳۹۱ است.

## خلاصه داستان
گروهی تئاتری متشکل از چند پسر و دختر، آخرین تمرینات خود را انجام می‌دهند تا برای اجرا آماده باشند. اجرایی که قرار است خارج از کشور انجام شود. اما وقتی پدرِ یکی از اعضای گروه به نام شهرزاد، به هر شکل نمی‌خواهد اجازه بدهد که دخترش همراه گروه به خارج برود، همهٔ برنامه‌ها بهم می‌ریزد …

## بازیگران
| بازیگر           | نقش    | توضیحات             |
| ---------------- | ------ | ------------------- |
| امیر جعفری       | -      | پدر شهرزاد          |
| اشکان خطیبی      | امیر   | کارگردان گروه تئاتر |
| ندا جبرائیلی     | شهرزاد | از اعضای گروه تئاتر |
| بهاران بنی احمدی | پریسا  | از اعضای گروه تئاتر |
| مهرداد صدیقیان   | بردیا  | از اعضای گروه تئاتر |
| الهه حصاری       | لادن   | از اعضای گروه تئاتر |
| محمدرضا غفاری    | مهرداد | برادر مریم          |
| روشنک گرامی      | مریم   | از اعضای گروه تئاتر |
| مارتین شمعون پور | مارتین | آهنگساز گروه تئاتر  |
| سروش صحت         | -      | عموی شهرزاد         |
| امید روحانی      | نخجوان | پدر پریسا           |

## جوایز
- سیمرغ بلورین بهترین فیلم‌نامه در سی و یکمین دوره جشنواره فیلم فجر - ۱۳۹۱
- سیمرغ بلورین بهترین صدابرداری در سی و یکمین دوره جشنواره فیلم فجر - ۱۳۹۱
- جایزه بهترین فیلم از نگاه تماشاگران در سی و یکمین دوره جشنواره فیلم فجر، بخش بین‌الملل - ۱۳۹۱
- جایزه ویژهٔ هیئت داوران جشنواره مانهایم هایدلبرگ آلمان.
- جایزه ویژه هیئت داوران جشنواره فیلم توکیو.
- جایزه فیلم منتخب تماشاگران جشنواره‌های سه قاره (نانت).
- نامزد جایزه بهترین فیلم در جشنواره سائوپائولو برزیل ۲۰۱۳.
- نامزد جایزه بهترین فیلم جشنواره جیپور هندوستان ۲۰۱۵.
- جایزه فیلم منتخب تماشاگران جشنواره فیلم فجر.
- سیمرغ بلورین بهترین کارگردانی بخش بین‌الملل جشنواره فیلم فجر.
- سیمرغ بلورین بهترین فیلم بخش بین‌الملل جشنواره فیلم فجر.
- جایزه سیمرغ بلورین بهترین فیلمنامه از بخش ملی جشنواره فیلم فجر